# Чмирьов Микола Андрійович
Чмирьов Микола Андрійович (1852—1886) — російський письменник, перекладач і педагог.

## Біографія
Вищу освіту здобув на юридичному факультеті Імператорського Московського університету.
Після закінчення курсу кандидатом прав у 1873 році був призначений викладачем географії у Першій Московській гімназії та Школі межових топографів (в будинку Долгорукова на Пречистенці). Вийшовши у відставку, присвятив себе літературній діяльності, а незадовго до смерті отримав місце секретаря Серпуховскої міської думи.
Микола Андрійович Чмирьов помер 30 грудня 1886 року (11 січня 1887 року) в місті Серпухові.

## Письменництво
Крім повістей і оповідань Чмирьова, надрукованих у період 1881—1886 рр. в «Московському листку», він також видав:
- «Кобзар» Т. Г. Шевченка у власному перекладі, М. 1874
- «Конспект загальної та російської географії», М. 1875, 2-е вид. 1878, 3-тє вид. 1886 *"Розвінчана царівна", історична повість, М., 1880
- «Розкольницькі мучениці», історичний роман з епохи церковних смут, М. 1880
- «Ситі і голодні», М. 1881,
- «У святій обителі», історичний роман з часів Петра Великого, М. 1883
- «Отаман волзьких розбійників Єрмак, князь Сибірський», історичний роман, М. 1874
- «Психопатка», М. 1885
- «Олександр Невський і Новгородська вольниця», історичний роман, М. 1886 г.

Після смерті Чмирьова надрукований його історичний роман «Боярин Петро Басманов» ("Московський листок ", 1887 № 6-73).